# Polisportiva Brindisi Sport 1970-1971
Questa voce raccoglie le informazioni riguardanti  la Polisportiva Brindisi Sport nelle competizioni ufficiali della stagione 1970-1971.

## Rosa
| N. |                   | Ruolo | Calciatore           |
| -- | ----------------- | ----- | -------------------- |
|    | Italia (bandiera) | D     | Aldo Bellan          |
|    | Italia (bandiera) | C     | Luigi Boccolini      |
|    | Italia (bandiera) | D     | Mario Brugnerotto    |
|    | Italia (bandiera) | C     | Fernando Calzolari   |
|    | Italia (bandiera) | D     | Mario Cantarelli     |
|    | Italia (bandiera) | C     | Franco Castelletti   |
|    | Italia (bandiera) | D     | Stefano Codraro      |
|    | Italia (bandiera) | C     | Colantonio           |
|    | Italia (bandiera) | C     | Bernardino Cremaschi |
|    | Italia (bandiera) | P     | Giorgio De Rossi     |

| N. |                   | Ruolo | Calciatore         |
| -- | ----------------- | ----- | ------------------ |
|    | Italia (bandiera) | A     | Giorgio Girol      |
|    | Italia (bandiera) | C     | Greco Adamo (Pino) |
|    | Italia (bandiera) | A     | Gabriele Guizzo    |
|    | Italia (bandiera) | D     | Antonio La Palma   |
|    | Italia (bandiera) | P     | Giuseppe Maschi    |
|    | Italia (bandiera) | C     | Michele Mazzei     |
|    | Italia (bandiera) | A     | Rino Mellina       |
|    | Italia (bandiera) | A     | Antonio Renna      |
|    | Italia (bandiera) | D     | Aldo Sensibile     |
|    | Italia (bandiera) | A     | Claudio Turella    |